# Брадипнеја
Брадипнеја (грч. βραδυς, спор, лењ, πνοη, дах, удах лат. . bradypnoea) је јако успорено дисање (мање од 10 удисаја у минути), које прати многе болести, повреде, тровања итд.
Успорено дисање, се најчешће опажа код пораста интракранијалног (унутарлобањског) притиска и депресије централног нервног система (на пример након тровања наркотицима, лековима опијатима итд).

## Разлике између физиолошког дисања и брадипнеје[2]
| Параметар   | Физиолошко дисање | Брадипнеје        |
| ----------- | ----------------- | ----------------- |
| Фреквенција | 12-16/минути      | 2-10/минути       |
| Ритам       | Уједначен         | Изражено успорено |
| Дубина      | Уједначена        | Продубљено        |
| Чујност     | Тихо              | Једва чујно       |

## Етиологија[3]
| Чиниоци                                           | Опис промена |
| ------------------------------------------------- | --- |
| Животна доб                                       | Старији људи нешто спорије дишу од младих. |
| Снижење телесне температуре                       | Телесна температура често прати успорено дисање (брадипнеја). Изражено снижење телесне температуре, (нпр приликом смрзавања), може толико да успори дисање до свега 1-2 удисаја у минути. У тим условима и тако успорено дисање може да обезбеди задовољавајућу сатурацију тела кисеоника, јер се на сниженој телесној температури значајно смањују метаболизам и потреба тела за кисеоником. Зато се намерном снижењу телесне температуре подвргавају болесници у току дуготрајних оперативних захвата на срцу или на неком другом органу. |
| Повећан интракранијални (унутарлобањаки) притисак | Поремећаји који доводе до повећаног (интракранијалног) притиска могу бити: - повреде мозга, праћене крварењем у мозгу, - тумори мозга - запаљењски процеси у мозгу |
| Унутрашњие болести                                | Ту пре свега спадају унутрашње болести које доводе до губитка свести, нпр дијабетесна кома. |
| Тровања лековима                                  | Лекови који се употребљавају као средство за спавање или смирење нерава, могу изазвати брадипнеју. |
| Злоупотреба опијата                               | Опијати и лекови који се добијају из опијума, (морфијум) јако успорју дисања. |
| Тежи облици тровање алкохолом                     | Тровање алкохолом такође успорава дисање; па нпр. у алкохолној коми дисање може потпуно престати. Тада је вештачко дисање једини начин да се спаси живот отроване особе. |